# Béni Douala
Béni Douala é um distrito da província de Tizi Ouzou, no norte da Argélia. Em 2008, sua população era de 48 995 habitantes.